# Freestyle skiløb under vinter-OL 2018 – Halfpipe – Herrer
Halfpipe for Herrer ved vinter-OL 2018 bliver afholdt i Bokwang Phoenix Park i Pyeongchang, Sydkorea. Konkurrencen afholdes 20. og 22. februar 2018.

## Konkurrenceprogram
| Dato        | Tid   | Konkurrence                       |
| ----------- | ----- | --------------------------------- |
| 20. februar | 13:00 | Halfpipe – Herrer – Kvalifikation |
| 22. februar | 11:30 | Halfpipe – Herrer – Finale        |

## Konkurrence
Der er 24 deltagere i konkurrencen. Hver af deltagerne deltager i kvalifikationen og får hver to gennemløb. Det bedste bedømte gennemløb bliver tællende gennemløb i kvalifikationen. De tolv bedste i kvalifikationen går videre til finalen, hvor der igen er to gennemløb, hvor det bedst bedømte er tællende. De tre bedst bedømte i finalen får medaljerne.

## Resultat

### Kvalifikation
Q — Kvalificeret til finalen
De 12 bedste atleter kom til medaljerunden.
| Placering | Startnummer | Navn                       | Nation                        | 1. gennemløb | 2. gennemløb | Tællende gennemløb | Bemærkning |
| --------- | ----------- | -------------------------- | ----------------------------- | ------------ | ------------ | ------------------ | ---------- |
| 1         | 3           | Aaron Blunck               | USA                           | 63.20        | 94.40        | 94.40              | Q          |
| 2         | 1           | Alex Ferreira              | USA                           | 92.60        | 43.40        | 92.60              | Q          |
| 3         | 7           | Torin Yater-Wallace        | USA                           | 89.60        | 33.60        | 89.60              | Q          |
| 4         | 27          | Byron Wells                | New Zealand                   | 88.60        | 42.00        | 88.60              | Q          |
| 5         | 16          | Beau-James Wells           | New Zealand                   | 86.20        | 88.20        | 88.20              | Q          |
| 6         | 5           | Kevin Rolland              | Frankrig                      | 87.80        | 37.80        | 87.80              | Q          |
| 7         | 9           | Mike Riddle                | Canada                        | 6.40         | 82.20        | 82.20              | Q          |
| 8         | 2           | David Wise                 | USA                           | 24.80        | 79.60        | 79.60              | Q          |
| 9         | 6           | Noah Bowman                | Canada                        | 43.00        | 77.20        | 77.20              | Q          |
| 10        | 8           | Thomas Krief               | Frankrig                      | 74.40        | 25.80        | 74.40              | Q          |
| 11        | 15          | Nico Porteous              | New Zealand                   | 51.20        | 72.80        | 72.80              | Q          |
| 12        | 19          | Andreas Gohl               | Østrig                        | 68.60        | 31.60        | 68.60              | Q          |
| 13        | 4           | Simon d'Artois             | Canada                        | 66.60        | 40.40        | 66.60              |            |
| 14        | 21          | Murray Buchan              | Storbritannien                | 66.00        | 65.40        | 66.00              |            |
| 15        | 12          | Peter Speight              | Storbritannien                | 3.80         | 64.60        | 64.60              |            |
| 16        | 20          | Lukas Müllauer             | Østrig                        | 17.00        | 63.60        | 63.60              |            |
| 17        | 22          | Miguel Porteous            | New Zealand                   | 40.40        | 62.60        | 62.60              |            |
| 18        | 10          | Joel Gisler                | Schweiz                       | 59.80        | 9.80         | 59.80              |            |
| 19        | 14          | Rafael Kreienbühl          | Schweiz                       | 55.20        | 22.20        | 55.20              |            |
| 20        | 24          | Mao Bingqiang              | Kina                          | 53.00        | 54.60        | 54.60              |            |
| 21        | 18          | Marco Ladner               | Østrig                        | 54.20        | 39.40        | 54.20              |            |
| 22        | 23          | Brendan Newby              | Irland                        | 53.80        | 53.80        | 53.80              |            |
| 23        | 26          | Kong Xiangrui              | Kina                          | 47.40        | 50.80        | 50.80              |            |
| 24        | 13          | Pavel Chupa                | Olympiske atleter fra Rusland | 46.80        | 25.80        | 46.80              |            |
| 25        | 11          | Robin Briguet              | Schweiz                       | 23.00        | 29.40        | 29.40              |            |
| 26        | 17          | Alexander Glavatsky-Yeadon | Storbritannien                | 10.80        | 15.00        | 15.00              |            |
| 27        | 25          | Lee Kang-bok               | Sydkorea                      | 5.80         | 13.00        | 13.00              |            |

### Finale
Finalen blev afholdt den 22. februar 2018 klokken 12:22.
| Placering | Startposition | Bib | Navn                | Nation      | 1. gennemløb | 2. gennemløb | 3. gennemløb | Tællende gennemløb | Bemærkning |
| --------- | ------------- | --- | ------------------- | ----------- | ------------ | ------------ | ------------ | ------------------ | ---------- |
| 1         | 5             | 2   | David Wise          | USA         | 17.00        | 6.40         | 97.20        | 97.20              |            |
| 2         | 11            | 1   | Alex Ferreira       | USA         | 92.60        | 96.00        | 96.40        | 96.40              |            |
| 3         | 2             | 15  | Nico Porteous       | New Zealand | 82.40        | 94.80        | 30.00        | 94.80              |            |
| 4         | 8             | 16  | Beau-James Wells    | New Zealand | 87.40        | 52.20        | 91.60        | 91.60              |            |
| 5         | 4             | 6   | Noah Bowman         | Canada      | 89.40        | 19.20        | 11.20        | 89.40              |            |
| 6         | 6             | 9   | Mike Riddle         | Canada      | 85.40        | 26.00        | 27.40        | 85.40              |            |
| 7         | 12            | 3   | Aaron Blunck        | USA         | 81.40        | 5.60         | 84.80        | 84.80              |            |
| 8         | 1             | 19  | Andreas Gohl        | Østrig      | 14.60        | 46.00        | 68.80        | 68.80              |            |
| 9         | 10            | 7   | Torin Yater-Wallace | USA         | 65.20        | 28.80        | 12.20        | 65.20              |            |
| 10        | 3             | 8   | Thomas Krief        | Frankrig    | 9.80         | DNS          | DNS          | 9.80               |            |
| 11        | 7             | 5   | Kevin Rolland       | Frankrig    | 6.40         | 6.40         | 5.60         | 6.40               |            |
| 12        | 9             | 27  | Byron Wells         | New Zealand | DNS          | DNS          | DNS          | DNS                |            |

## Medaljeoversigt
| Event           | Guld             | Sølv                | Bronze                      |
| --------------- | ---------------- | ------------------- | --------------------------- |
| Halfpipe Herrer | USA · David Wise | USA · Alex Ferreira | New Zealand · Nico Porteous |

## Eksterne Henvisninger
- Freestyle skiløb Arkiveret 10. februar 2018 hos  Wayback Machine på pyeongchang2018.com
- Tidsplan Arkiveret 10. februar 2018 hos  Wayback Machine på pyeongchang2018.com